# Megalochlamys violacea
Megalochlamys violacea är en akantusväxtart som först beskrevs av Vahl, och fick sitt nu gällande namn av K. Vollesen. Megalochlamys violacea ingår i släktet Megalochlamys och familjen akantusväxter. Inga underarter finns listade i Catalogue of Life.